# Великан (село)
Великан е село в Южна България. То се намира в община Димитровград, област Хасково.

## История
Името на селото идва от основателя на турския чифлик Балабан Али и това име селото носи до 14 август 1934 г. – преименува с. Балабанлии на с. Великан с указ МЗ № 2820. Тогава се извършва преименуването на селата с турски имена. „Балабан“ се превежда „голям“. Но да се преименува селото на Големаново не отивало и от Чирпан предлагат името му да е Великан.

## Културни и природни забележителности
В селото има клуб на име: Клуб „Сам Дойдох“ с главна тема „Хъшовете“. С окачени по стените старинни предмети, портрети на Васил Левски, там хората всяка вечер играят карти, табла, слушат народна музика от стар телевизор „Електрон“.

## Други
Нос Великан на остров Смит в Антарктика е наименуван на селото.